# Hydraena haitensis
Hydraena haitensis är en skalbaggsart som beskrevs av Perkins 1980. Hydraena haitensis ingår i släktet Hydraena och familjen vattenbrynsbaggar. Inga underarter finns listade i Catalogue of Life.